# Ocymyrmex engytachys
Ocymyrmex engytachys är en myrart som beskrevs av Bolton och Marsh 1989. Ocymyrmex engytachys ingår i släktet Ocymyrmex och familjen myror. Inga underarter finns listade i Catalogue of Life.